# Pouteria polysepala
Pouteria polysepala är en tvåhjärtbladig växtart som beskrevs av Terence Dale Pennington. Pouteria polysepala ingår i släktet Pouteria och familjen Sapotaceae. IUCN kategoriserar arten globalt som akut hotad. Inga underarter finns listade i Catalogue of Life.